# Jayro Jean
Jayro Hestefano Jean (Port-au-Prince, 22 giugno 1998) è un calciatore haitiano, attaccante dell'Aqtöbe e della nazionale haitiana.

## Carriera

### Club
Jean ha iniziato a giocare nel campionato dominicano con il San Cristóbal nel 2020. L'anno seguente è passato al Jarabacoa e nel giugno 2021 è stato acquistato dai boliviani del Real Santa Cruz. Ha debuttato il 14 settembre in campionato contro l'Always Ready ed il 18 ottobre ha realizzato la sua prima rete contro il Blooming.
Nel 2023 è stato acquistato dall'Always Ready. Dopo esser sceso in campo in entrambi gli incontri del preliminare di Coppa Libertadores contro il Magallanes (perso con un punteggio complessivo di 1-6) ha fatto ritorno al Real Santa Cruz fino al termine della stagione. Il 14 giugno è stato confermato il suo rientro all'Always Ready.

### Nazionale
Nel 2023 è stato incluso nella lista dei 23 convocati per la CONCACAF Gold Cup 2023.

## Statistiche

### Presenze e reti nei club
Statistiche aggiornate al 23 giugno 2023.
| Stagione               | Squadra                | Campionato             | Campionato | Campionato | Coppe nazionali | Coppe nazionali | Coppe nazionali | Coppe continentali | Coppe continentali | Coppe continentali | Altre coppe | Altre coppe | Altre coppe | Totale | Totale |
| Stagione               | Squadra                | Comp                   | Pres       | Reti       | Comp            | Pres            | Reti            | Comp               | Pres               | Reti               | Comp        | Pres        | Reti        | Pres   | Reti   |
| ---------------------- | ---------------------- | ---------------------- | ---------- | ---------- | --------------- | --------------- | --------------- | ------------------ | ------------------ | ------------------ | ----------- | ----------- | ----------- | ------ | ------ |
| 2020                   | San Cristóbal          | LDF                    | 1          | 0          |                 | -               | -               |                    | -                  | -                  |             | -           | -           | 1      | 0      |
| 2021                   | Jarabacoa              | LDF                    | 13         | 4          |                 | -               | -               |                    | -                  | -                  |             | -           | -           | 13     | 4      |
| 2021                   | Real Santa Cruz        | PD                     | 12         | 2          |                 | -               | -               |                    | -                  | -                  |             | -           | -           | 12     | 2      |
| 2022                   | Real Santa Cruz        | PD                     | 32         | 5          |                 | -               | -               |                    | -                  | -                  |             | -           | -           | 32     | 5      |
| 2023                   | Always Ready           | PD                     | 0          | 0          |                 | -               | -               | CL                 | 2                  | 0                  |             | -           | -           | 2      | 0      |
| 2023                   | Real Santa Cruz        | PD                     | 10         | 4          | CdL             | 1               | 0               |                    | -                  | -                  |             | -           | -           | 11     | 4      |
| Totale Real Santa Cruz | Totale Real Santa Cruz | Totale Real Santa Cruz | 54         | 11         |                 | 1               | 0               |                    | -                  | -                  |             | -           | -           | 55     | 11     |
| Totale carriera        | Totale carriera        | Totale carriera        | 68         | 15         |                 | 1               | 0               |                    | 2                  | 0                  |             | -           | -           | 71     | 15     |

### Cronologia presenze e reti in nazionale
| Cronologia completa delle presenze e delle reti in nazionale ― Haiti | Cronologia completa delle presenze e delle reti in nazionale ― Haiti | Cronologia completa delle presenze e delle reti in nazionale ― Haiti | Cronologia completa delle presenze e delle reti in nazionale ― Haiti | Cronologia completa delle presenze e delle reti in nazionale ― Haiti | Cronologia completa delle presenze e delle reti in nazionale ― Haiti | Cronologia completa delle presenze e delle reti in nazionale ― Haiti | Cronologia completa delle presenze e delle reti in nazionale ― Haiti |
| Data                                                                 | Città                                                                | In casa                                                              | Risultato                                                            | Ospiti                                                               | Competizione                                                         | Reti                                                                 | Note                                                                 |
| -------------------------------------------------------------------- | -------------------------------------------------------------------- | -------------------------------------------------------------------- | -------------------------------------------------------------------- | -------------------------------------------------------------------- | -------------------------------------------------------------------- | -------------------------------------------------------------------- | -------------------------------------------------------------------- |
| 26-6-2023                                                            | Houston                                                              | Haiti                                                                | 2 – 1                                                                | Qatar                                                                | Gold Cup 2023 - 1º turno                                             | -                                                                    | 84’                                                                  |
| 30-6-2023                                                            | Glendale                                                             | Haiti                                                                | 1 – 3                                                                | Messico                                                              | Gold Cup 2023 - 1º turno                                             | -                                                                    | 58’                                                                  |
| 2-7-2023                                                             | Charlotte                                                            | Honduras                                                             | 2 – 1                                                                | Haiti                                                                | Gold Cup 2023 - 1º turno                                             | -                                                                    | 46’                                                                  |
| Totale                                                               |                                                                      | Presenze                                                             | 3                                                                    |                                                                      | Reti                                                                 | 0                                                                    |                                                                      |

## Palmarès

### Club

#### Competizioni nazionali
- Coppa del Kazakistan: 1

Aqtóbe: 2024